# Robert Bell (homme politique)
Pour les articles homonymes, voir Robert Bell et Bell.
Sir Robert Bell, né à une date inconnue et mort à Worcester le 25 juillet 1577, est un homme politique et avocat anglais.

## Biographie
Avocat issu du Middle Temple, il est enrichi par son troisième mariage, en 1559, à Dorothy Beaupré, qui fait de lui un grand propriétaire terrien dans le comté du Norfolk. Il devient recorder (juge) à King's Lynn en 1561, et juge de paix pour le Norfolk en 1564. Il est élu une première fois parlementaire de King's Lynn à la Chambre des communes du Parlement d'Angleterre pour le parlement qui débute en 1563. En octobre 1566, s'adressant à la Chambre, il insiste fortement sur la nécessité que la reine Élisabeth Ire se marie, alors que celle-ci a demandé aux députés de ne plus évoquer ce sujet. La reine elle-même se plaint de ce député importun, et William Cecil, conseiller de la reine, le décrit comme l'un des principaux députés fauteurs de troubles. Réélu au parlement de 1571, il s'attaque verbalement aux dépenses excessives de la Cour, et notamment au versement de fonds publics à divers courtisans. Il argue que la Chambre devrait exiger des réformes de ces dépenses avant d'allouer de nouveaux fonds à la Couronne. Il est alors convoqué et sermonné par des membres du Conseil privé. Il modère par la suite ses propos.

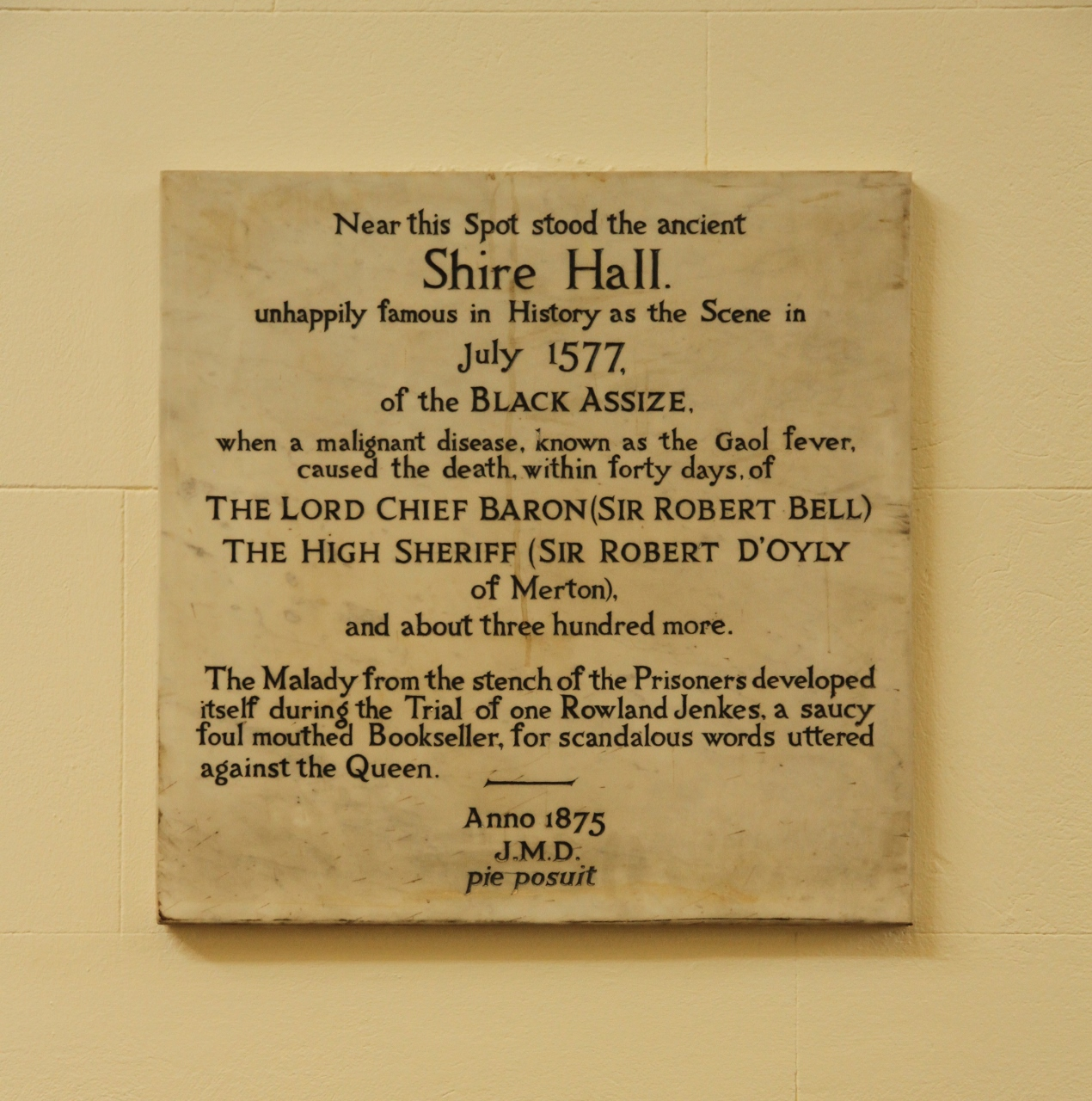
Plaque datant du XIXe s. dans les locaux du Conseil du Comté de l'Oxfordshire, commémorant la mort de Robert Bell et des autres malades de l'« Assize noire » de 1577.

Réélu pour le parlement de 1572, il est choisi par ses pairs pour le poste de speaker de la Chambre des communes. Il prononce alors un discours rappelant à la reine que son lointain prédécesseur Henri III a « décidé que toutes choses soient pourvues par l'autorité du Parlement ». Il lui rappelle également qu'Édouard III souhaitait que le parlement se réunisse au moins une fois par an. Il conclut en remerciant la reine pour sa défense de l'Église d'Angleterre et en lui demandant, comme le veut la coutume, d'accorder la liberté d'expression aux députés dans le cadre de leurs débats. Les premières sessions du parlement de 1572 portent notamment sur la question du sort de Marie Stuart, la majorité des députés appelant à son exécution. En juin, en tant que président de la Chambre, Robert Bell réprouve fortement les députés qui ont fait fuiter des propos polémiques du député Robert Snagge. Ce dernier avait affirmé à la Chambre que « la Reine et les nobles ne représentent que leurs propres voix » tandis que les députés représentent l'ensemble de la population du royaume. Snagge est dénoncé auprès de la Chambre des lords et du monarque, et Robert Bell prend sa défense, rappelant aux dénonciateurs la liberté de débat qui doit prévaloir à la Chambre des communes.
Ce parlement siège sous sa présidence de 1572 à 1576 (sans être dissous à l'issue des sessions de 1576), et il « gère la Chambre avec suffisamment de fermeté pour satisfaire la Reine et le Conseil privé sans compromettre trop de ses propres principes ». En janvier 1577, en récompense de ses services, il est fait chevalier, et nommé président de la cour de l'Échiquier. À l'été toutefois, durant sa participation à la cour d'Assize d'Oxford, il tombe malade, semble-t-il du typhus, dont il meurt. La mort de quelque 300 personnes tombées malades durant cette session de la cour est connue sous le nom d'« Assise noire d'Oxford » (en).